# Улица Кольцова (Санкт-Петербург)
Улица Кольцо́ва — улица в Выборгском районе Санкт-Петербурга. Меридиональная улица в исторических районах Озерки и Шувалово. Проходит от Поклонногорской улицы до дома 56 по Большой Озёрной улице. Параллельна Большой Озёрной улице.

## История
Улица получила современное название 22 февраля 1939 года в память о поэте Алексее Васильевиче Кольцове (1809—1842), жившем в Санкт-Петербурге в 1838—1840 годах. До этого с конца XIX века улица называлась Георгиевской. 16 января 1964 года к улице Кольцова была присоединена Красноармейская улица, которая с 1890-х до 1920-х годов называлась называлась Офицерской улицей.

## Пересечения
Улицу Кольцова пересекают следующие улицы:
- Поклонногорская улица — улица Кольцова примыкает к ней.

## Транспорт
Ближайшие к улице Кольцова станции метро — «Озерки» (кратчайшее расстояние — около 700 м по прямой) и «Удельная» (около 1,3 км по прямой от начала улицы). Обе станции расположены на 2-й (Московско-Петроградской) линии.
Движение наземного общественного транспорта по улице отсутствует.
Ближайшие к улице Кольцова железнодорожные платформы — Озерки (около 350 м по прямой от конца улицы) и Удельная (около 1,2 км по прямой от начала улицы).

## Общественно значимые объекты
- Сад Юннатов (напротив начала улицы, за Поклонногорской улицей);
- Агроэкологический центр «Петербургская усадьба» — дом 8;
- ЗАО «СМНУ» — дом 58;
- бывший стадион «Озерки»[уточнить] (у конца улицы).